# Kumarbi
Kumarbi je bil najvišji bog v huritski mitologiji. Bil je brat boga Anuja (nebo) in oče boga groma Tešuba. Huriti so ga enačili s sumerskim Enlilom, grškim Kronosom in ugaritskim Elom.
Kumarbi je znan iz številnih hetitskih mitoloških besedil, včasih strnjenih pod skupni naslov  "Kumarbijev cikel". V cikel so vključeni pomemben  mit Nebeško kraljestvo, znan tudi kot Kumarbijeva pesem ali Hetitska teogonija (CTH 344), Ulikumijeva pesem (CTH 345), Kraljestvo boga KALa  (CTH 343), Mit o zmaju Hedamu (CTH 348) in  Srebrna pesem (CTH 364).

## Nebeško kraljestvo
Kumarbijeva pesem ali Nebeško kraljestvo je naslov, dan hetitski različici huritskega mita o Kumarbiju iz 14. ali 13. stoletja pr. n. št. Mit je zapisan na treh tablicah, vendar je čitljiv samo majhen del besedila. 
- tablica A. KUB 33.120 + KUB 33.119 + KUB 36.31 + KUB 48.97
- tablica B. KUB 36.1
- tablica C. KUB 48.97

Pesem pripoveduje, da je Anu strmoglavil Alaluja, Anuja pa je kasneje strmoglavil Kumarbi. Ko je Anu poskušal pobegniti, mu je Kumarbi odgriznil genitalije in jih pogoltnil in zaplodil tri nove bogove. Ko mu je Anu je povedal, da je noseč s Tešubom, Tigrisom in Tašmišujem, je Kumarbi izpljunil seme na tla, da je oplodilo dva otroka. Kumarbi je nato rodil Tešuba, ki je skupaj z Anujem odstavil Kumarbija.
V drugi  različici Nebeškega kraljestva so v nebesih vladali Alalu, Anu in Kumarbi. Njihova vladavina je trajala po devet let in vsak bog je služil enemu od svojih predhodnikov. Kumarbijev sin Tešub, bog vremena, je začel spletkariti, da bi odstavil svojega očeta.
Zgodovinarji so že po prvi objavi tablic Nebeškega kraljestva opazili podobnosti med huritskim mitom o stvaritvi in zgodbo o Uranu, Kronosu in Zevsu v grški mitologiji.